# Ryota Isomura
Ryota Isomura (født 16. marts 1991) er en japansk fodboldspiller, som spiller for den japanske fodboldklub V-Varen Nagasaki.